# Chu Ming Silveira
Chu Ming Silveira (Xangai, 4 de abril de 1941 – São Paulo, 18 de junho de 1997) foi uma arquiteta e designer sino-brasileira, criadora do orelhão.
Formada pela Faculdade de Arquitetura da Universidade Presbiteriana Mackenzie, em 1964, notabilizou-se pela concepção dos protetores telefônicos, popularmente conhecidos como Orelhinha e Orelhão. Ícones do design brasileiro e do mobiliário urbano mundial, os protetores telefônicos foram nomeados pela Companhia Telefônica Brasileira quando de seu lançamento, Chu I e Chu II, respectivamente, em homenagem à sua criadora. O ponto de  origem de seu bem sucedido projeto foi o formato do ovo, segundo ela, “a melhor forma acústica”.
A simplicidade e o respeito às forças da natureza caracterizaram também seus projetos residenciais no litoral paulista, especialmente no município de Ilhabela, onde desenvolveu um estilo singular, por ela denominado “Pós-caiçara”, em que utilizava materiais e técnicas contemporâneas em harmonia com a cultura tradicional caiçara.
Ao longo da carreira profissional, além da arquitetura e do design, Chu Ming dedicou-se à programação visual.

## Biografia

### Vida pessoal

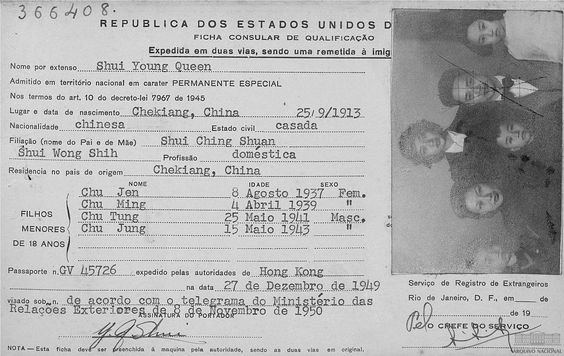
Ficha consular da família de Chu Ming Silveira, registrando a imigração para o Brasil, 1949. Arquivo Nacional.

Chu Ming Silveira nasceu em Xangai em 4 de abril de 1941. Filha de Chu Chen e  Shui Young Queen, foi a segunda de quatro filhos. Seu pai, Chu Chen, era engenheiro civil e durante a guerra serviu às forças armadas nacionalistas de Chiang Kai-Shek. Com a vitória dos comunistas em 1949, a violenta perseguição e repressão aos opositores levaram-no a mudar-se com a família para Hong Kong, onde permaneceram por quatro anos.
Decididos a deixar a China com destino à América, Chu Chen e a esposa batizaram seus filhos na religião católica, recebendo, então, cada um, seu nome ocidental. A filha mais velha, Chu Jen, foi batizada como Angela; Chu Ming como Veronica; Chu Tung como Peter; e Chu Jung como Paul. Em 1950, a família embarcou de Hong Kong ao Brasil, em uma viagem de navio que durou três meses e que teve como destino final o Rio de Janeiro, cidade a que chegaram no carnaval de 1951. Mas a família instalou-se em São Paulo, no bairro de Pinheiros. Chu Ming não completara ainda seus 10 anos de idade.
Angela foi estudar Artes nos Estados Unidos, onde se formou, casou e se estabeleceu. Peter estudou engenharia na Escola Politécnica da Universidade de São Paulo e casou com uma chinesa de família vinda para o Brasil em situação similar à sua. Paul casou com uma nissei de São Paulo e mudou-se para Manaus. Chu Ming estudou arquitetura na Universidade Presbiteriana Mackenzie, em São Paulo, formando-se arquiteta em 1964, ano em que seus pais se mudaram para Manaus, atraídos pelas facilidades para o comércio de importados na Zona Franca. Lá, fundaram a próspera Loja Oriente, que viria a tornar-se mais tarde em um escritório de importação e exportação de artigos refinados da China.
Chu Ming casou-se em 1968 com o engenheiro paulista Clóvis Silveira. O primeiro filho do casal, Djan, nasceu em abril de 1971. O segundo filho, Alan, nasceu em outubro de 1976. Formou-se em arquitetura e urbanismo pela FAU Mackenzie em 2001.

## Carreira

### Formação profissional
Formada pela Faculdade de Arquitetura da Universidade Mackenzie em São Paulo, no ano de 1964, teve por mestres profissionais que influenciaram seu trabalho Adolf Franz Heep, arquiteto formado pela Escola de Artes e Ofícios de Frankfurt, e os artistas plásticos Pedro Corona e Lazlo Zinner. Foi aluna também de Marcelo Fragelli, Fabio Penteado, Ubirajara Ribeiro e Ubirajara Giglioli. Os arquitetos Vasco de Mello, Ivone Macedo Arantes, Walter Caprera, Cláudio Moschella, Rumi Onoda, Tito Lívio Frascino foram alguns de seus colegas de turma mais importantes.
Em 1965, Chu Ming montou escritório particular de Arquitetura, tendo desenvolvido projetos diversos na área de Edificações. Em 1966, passou a trabalhar na Companhia Telefônica Brasileira, em São Paulo, realizando, como arquiteta,  anteprojetos, supervisão e coordenação do desenvolvimento dos projetos de Centrais Telefônicas e Postos de Serviço, além de acompanhamento de obras, até 1968.
Entre 1968 e 1972, chefiou o Departamento de Projetos da CTB. Em 1971, desenvolveu os projetos de protetores telefônicos Chu I e Chu II, popularmente conhecidos como Orelhinha e Orelhão, respectivamente. Em 1974, em continuidade a seu trabalho voltado ao mobiliário urbano, elaborou anteprojetos de banca de jornais e banca de flores, para serem construídos em fibra de vidro, a exemplo dos protetores telefônicos que a notabilizaram. Os anteprojetos foram solicitados a Chu Ming pela Prefeitura de São Paulo, que buscava um padrão funcional e esteticamente adequado para esses equipamentos públicos.
Em 1973, atuou como Arquiteta Senior na Montreal Engenharia S.A., e ainda nesse ano passou a trabalhar em projetos da Serete S.A. Engenharia, ambas em São Paulo, onde atuou até 1978, quando passou a dedicar-se especialmente ao Design e à Comunicação Visual.
A partir de 1987, voltou-se ao desenvolvimento de projetos de residências no litoral paulista.

### O Orelhão

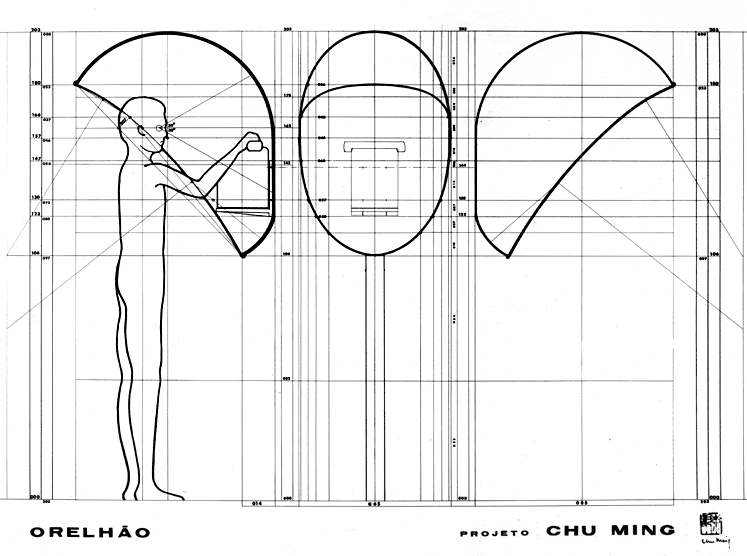
Projeto original do Orelhão

Em 1971, quando chefiava o Departamento de Projetos da Companhia Telefônica Brasileira, Chu Ming assumiu o desafio de criar um protetor para telefones públicos que reunisse funcionalidade e beleza. Que caísse no gosto dos brasileiros e se integrasse perfeitamente ao mobiliário urbano. E a partir da forma do ovo, simples e acusticamente a melhor, segundo a arquiteta, foram desenvolvidos os chamados Orelhinha e Orelhão. À época de seu lançamento foram denominados pela CTB, Chu I e Chu II, em homenagem à sua inventora. O modelo Chu I, em acrílico cor-de-laranja, foi idealizado para telefones públicos instalados em locais fechados, como estabelecimentos comerciais e repartições públicas, ao passo que o Chu II foi concebido para áreas externas, fabricado em fibra de vidro nas cores laranja e azul, resistente ao sol e à chuva, ao frio e às altas temperaturas brasileiras. As cidades do Rio de Janeiro e São Paulo receberam os primeiros telefones públicos com os novos protetores, nos dias 20 e 25 de janeiro, respectivamente. A população logo criou apelidos para a novidade, como “Tulipa”, “Capacete de astronauta” e o definitivo, “Orelhão”.
Em março de 1972, a CTB já comemorava o acréscimo de 12% na média diária de chamadas em telefones públicos, a partir da instalação dos Orelhões. Já em 1973, foram exportados os primeiros Orelhões, para Moçambique, na África. Orelhões ou modelos inspirados no projeto de Chu Ming podem ser encontrados, hoje, em outros países da África, como Angola, em países da América Latina como Peru, Colômbia, Paraguai, e até mesmo na China, lugar das raízes de sua idealizadora.
Mas a tendência é que o número de orelhões diminua, principalmente em função do crescimento da telefonia celular. No Estado de São Paulo, a Telefônica, responsável pela telefonia local desde 1998, decidiu desativar os Orelhões duplos e triplos. No entanto, a empresa deve conservar aparelhos de forma a garantir que o usuário não tenha que percorrer mais de 300 metros para ter acesso a um deles.
Em 4 de abril de 2017, o Google Brasil homenageou a criadora do orelhão com um doodle.

### A casa da arquiteta
Em 1975, Chu Ming e Clóvis Silveira dedicaram-se a construir a casa de concreto e vidro localizada no bairro do Morumbi em São Paulo, onde a família moraria até os anos 1990.
O memorial descritivo da obra, produzido por Chu Ming, traduz o respeito com que enxergava a casa como o lugar da vida. Sobre a concepção, escreveu:
| “ | ' (...) um organismo vivo que protege os seus habitantes e participa com os mesmos das nuances do seu viver, dia a dia, refletindo e contribuindo na realização de sua função vital. O projeto, não apegado a estilos anteriores, se vincula a um compromisso maior, o de acompanhar o crescimento pessoal, em todos os sentidos, de cada um dos seus habitantes (usuários). | ” |

A função simbólica dos espaços foi valorizada para atender às necessidades de participação emocional de seus usuários, pois em cada elemento coexistem intrinsecamente um valor estético e um valor cultural, além do seu valor funcional e passa ainda a adquirir um valor pessoal através da percepção e interpretação ao longo do uso de cada observador e ou usuário.
Sua decoração assegura o elo de ligação entre o oriente e o ocidente, aproximando os seus habitantes de suas raízes culturais. Baseada nessas premissas, a arquitetura flui com simplicidade contínua, a partir de seu acesso, através de uma galeria simbolizando a volta ao “ventre materno” (segurança e proteção), até o “pulmão”, órgão central da casa que se abre subitamente para o espaço, induzindo o visitante a respirar profunda e conscientemente, encontrando a sua própria identidade.”
Edificado em concreto aparente, o projeto de Chu Ming Silveira reúne elementos que revelam influência do Brutalismo, tendência arquitetônica que teve como expoentes no Brasil os arquitetos João Batista Vilanova Artigas, Hans Broos e Paulo Mendes da Rocha, representantes da chamada Escola Paulista, e que tem como  principal característica a exposição de materiais construtivos.

### O estilo “Pós-caiçara”
A partir de 1987, Chu Ming construiria casas em Ilhabela, no litoral paulista, segundo a mesma concepção que norteara o projeto da residência da família, em São Paulo: a casa como um “organismo vivo”.
O encantamento com a Ilhabela despertara em 1980, quando Chu Ming e Clovis, navegando por suas águas, descobriram uma belíssima área no Morro de Santa Tereza. Ali construiriam, ao longo de anos, uma pequena vila familiar. Na primeira casa, com 130 m², a arquiteta já imprimia o estilo a que chamaria “Pós-caiçara”, utilizando materiais típicos da região, com simplicidade e reverência às forças da natureza, seguindo princípios da antiga Escola da Forma chinesa, o Feng Shui. Além das casas da família, projetou várias outras que colaboraram para perpetuar sua delicada marca no cenário da Ilhabela.

## Morte
Chu Ming morreu no dia 18 de junho de 1997, em São Paulo, aos 56 anos.

## Exposições
- julho de 1973: Exposição Internacional de Projetos, Desenho Industrial, na Bienal de Arquitetura, em São Paulo com seus projetos de protetores telefônicos, Orelhinha (para telefones internos ), Concha (para aparelhos em postos de gasolina) e Orelhão (para telefones externos);
- maio de 1980: “Design e Comunidade”, organizada pelo Núcleo de Desenho Industrial da CIESP, no Hall do prédio da FIESP/ CIESP/ SESI, em São Paulo, com seu Orelhão;
- 1982: “O Design no Brasil, História e Realidade”, organizada pelo Museu de Arte de São Paulo, no SESC Pompéia, com o protetor telefônico Orelhão;
- agosto/ setembro de 2009: “Ícones do Design”, França – Brasil/ Ano da França no Brasil, Museu da Casa Brasileira  - Organização Social de Cultura, participação do protetor telefônico Orelhão, de Chu Ming Silveira;
- março a maio de 2010: “Tão longe, tão perto”, organizada pela Fundação Telefônica, no Museu de Arte Brasileira da FAAP, com o Orelhão.